# Brindisi (saluto)

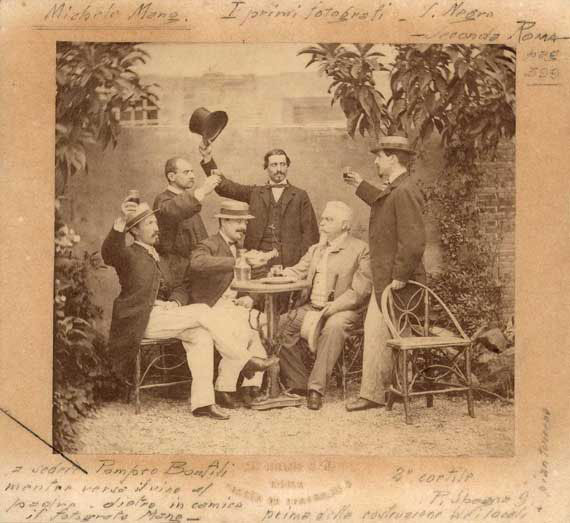
Gruppo di artisti che brindano fotografato (ante 1870) da Michele Mang

Il brindisi in un quadro di Peder Severin Krøyer.

Il brindisi è l'atto di alzare un bicchiere pieno di una bevanda (generalmente alcolica) e di bere alla salute di qualcuno.
L'usanza è diffusa in tutto il mondo; variano le esclamazioni accompagnatorie usate.
Inoltre il gesto comprende il toccare o lo sfiorare i bicchieri dei commensali con il proprio. Questo far toccare i bicchieri è fatto allo scopo di provocare il tintinnio tipico dei brindisi. In Italia questo tintinnio dei brindisi è comunemente chiamato "cin cin". Per questo a volte è detto "fare cin cin", o "facciamo cin cin", in riferimento al fare un brindisi.
Mentre si fanno toccare i bicchieri si possono fare o scambiare gli auguri, oppure, in particolare se l'occasione del brindisi non è la festa di qualcuno o di qualcosa, si può dire semplicemente "cin cin".

## Etimologia
Brindisi deriva dallo spagnolo brindis, mutuato dal tedesco bring dir's, cioè “lo porto a te", intendendo il saluto, espressione trasmessa dai lanzichenecchi alle truppe spagnole.

## Esclamazioni tipiche
Cin cin è l'esclamazione più comune in italiano all'atto del brindisi. Ha origini cinesi: deriva infatti da qǐng qǐng (请请; Wade-Giles: ch'ing ch'ing), che significa "prego, prego", promosso nell'uso anche per la somiglianza onomatopeica con il suono prodotto dal battere due bicchieri tra loro. Usato tra i marinai di Canton come forma di saluto cordiale ma scherzoso, fu esportato nei porti europei.
Prosit è una parola latina significa "sia utile, faccia bene, giovi", o anche "sia a favore", terza persona singolare del congiuntivo presente del verbo latino prōsum, prodes, prōfui, prodesse ("giovare", "essere di vantaggio"). È utilizzata come esclamazione all'atto del brindisi. La parola è usata anche in campo liturgico al rientro in sagrestia, dopo la conclusione della Messa, dai ministranti verso il celebrante, il quale risponde con "Deo gratias vobis quoque".
Nell'antica Grecia si usava declamare discorsi o versi poetici durante il brindisi e l'usanza richiedeva che le parole fossero improvvisate.
Dal Seicento in poi, si diffuse il cosiddetto brindisi poetico e numerosi furono gli autori che se ne occuparono, da Gabriello Chiabrera a Giovanni Mario Crescimbeni, per non parlare del Brindisi funebre carducciano.

### Nelle altre lingue
- afrikaans: gesondheid.
- amarico: letenachin, (alla nostra salute)
- albanese: gëzuar.
- armeno: genatzt.
- azero: afiyət oslun.
- bosniaco: uzdravlje, živjeli.
- bulgaro: наздраве (nazdrave).
- cantonese: gom bui.
- ceco: na zdraví.
- cinese yung sing, gan bei, gānbēi.
- coreano: konbae (più raro: chukbae).
- croato: živjeli.
- danese: skål.
- ebraico: l'chaim.
- egiziano (arabo): fee sihetak, bisochtak.
- esperanto: je via sano.
- estone: tervist.
- finlandese: kippis.
- francese: santé, tchin tchin.
- georgiano: vakhtanguri.
- giapponese: kanpai.
- greco: στην υγειά σου/σας (stín ygeiá sou/sas); Εις υγείαν! (eis ygeían)
- groenlandese: kassutta, imeqatigiitta.
- hawaiano: okole maluna.
- hindi: pro.
- inglese: cheers.
- irlandese: sláinte.
- islandese /  norreno: skál.
- lettone: prieka.
- libanese (arabo): kessak.
- lituano: į sveikatą.
- malayalam: adi aliya.
- macedone: na zdravje.
- norvegese: skål.
- olandese: proost, gezondheid.
- polacco: na zdrowie.
- portoghese: saúde.
- romeno: pentru sanatate, noroc.
- russo: ваше здоровье (vaše zdorov'e).
- scozzese: slainte.
- siriano (arabo): kasak.
- slovacco: na zdravie.
- somalo: auguryo.
- spagnolo: salud.
- svedese: skål.
- swahili: maisha marefu.
- tedesco: Prost, zum Wohl.
- tagalog: tagay, kampay.
- turco: şerefe.
- ucraino: будьмо (budmo).
- ungherese: kedves egeszségedre.
- serbo: živeli, nazdravlje.

### Equivoci
In giapponese chin chin può confondersi facilmente con la parola chinchin (hiragana: ちんちん; katakana: チンチン), che significa, tra le altre cose, "pene" (specie nel linguaggio infantile); simile, con lo stesso significato, anche ochinchin (kanji: 御珍々).

## Origine
L'edizione del 1910 dell'Enciclopedia Britannica, in merito all'origine dell'usanza, dice: "L'usanza di bere ‘alla salute’ dei vivi deriva dall'antico rito religioso di bere in onore degli dèi e dei defunti. Ai pasti i greci e i romani versavano libagioni agli dèi, e ai banchetti cerimoniali bevevano in onore degli dèi e dei defunti", aggiungendo: "Il bere alla salute dei vivi dev'essere stato strettamente collegato a queste usanze che in sostanza equivalevano a libagioni". Un'opera più recente (1995) dice: "[Il brindisi] è un vestigio religioso di antiche libagioni sacrificali in cui un liquido sacro veniva offerto agli dèi: sangue o vino in cambio di un desiderio, una preghiera riassunta con le parole 'lunga vita!' o 'alla salute'".